# L'home sense fronteres
 L'home sense fronteres  (original: The Hired Hand) és un western estatunidenc dirigit per Peter Fonda, estrenat el 1971 i doblat al català.

## Una pel·lícula de culte
Qualificat d'antiwestern i renegat per la productora Universal, la pel·lícula va ser retirada del cartell al cap d'una setmana d'explotació. La cadena de televisió NBC en va difondre una versió truncada, després la pel·lícula va caure en l'oblit. No va ser fins al 2001, gràcies sobretot a la intervenció de Martin Scorsese, que una versió restaurada va poder sortir a sales i després en DVD, imposant la pel·lícula com una pel·lícula de culte representativa de la contracultura estatunidenca dels anys 1970, de la qual Peter Fonda va ser un dels portaestendards. Els westerns de Clint Eastwood, i en particular Pale Rider i Sense perdó, testimonien la influència de L'home sense fronteres.

## Repartiment
- Peter Fonda
- Warren Oates
- Verna Bloom
- Ann Doran

## Al voltant de la pel·lícula
- És el primer llargmetratge de ficció on el cap-operador Vilmos Zsigmond signa la fotografia.
- És també la primera pel·lícula on Bruce Langhorne compon la música.